# Bettmann Archive

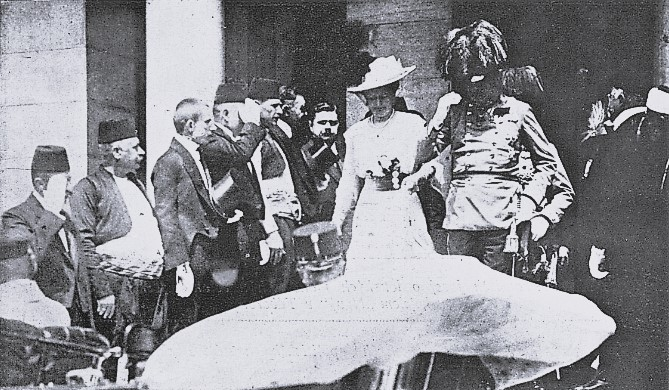
Ve sbírkách je mj. uložen též snímek korunního prince Františka Ferdinanda s manželkou Žofií v Sarajevu

Bettmann Archive (anglicky Bettmanův archiv) je americký soukromý fotografický a obrazový archiv. Archiv obsahuje obrazové dokumenty, z nichž nejstarší zachycují období americké občanské války (1861–1865). Ve sbírkách jsou rovněž obsaženy snímky z Evropy i jiných oblastí.

## Historie
Archiv založil v roce 1936 německý muzejní kurátor Otto Bettmann (1903–1998), který emigroval do Spojených států v roce 1935, přičemž si s sebou dovezl téměř 25 000 snímků, většinou vlastních negativů. V roce 1960 se Bettmann usídlil v Tischman Building na West 57th Street v New Yorku. V roce 1981, kdy sbírku prodal Kraus-Thomsonově organizaci, se skládala z pěti miliónů fotografií, tisků, plakátů, rytin a jiných grafických materiálů mapující historii 20. století.
V roce 1990 Kraus-Thomson koupil 11,5 miliónu fotografických snímků, většinou z produkce United Press International a Reuters. Mnohé z nich jsou ikonografické snímky jako Churchillovo gesto V pro vítězství, kosmonaut na Měsíci, Albert Einstein vyplazující jazyk nebo Marilyn Monroe v rozevlátých šatech nad výdechem metra.
V roce 1995 archiv koupila fotobanka Corbis, kterou založil Bill Gates za účelem vybudování rozsáhlé digitální knihovny pro komerční účely.

## Konzervace sbírek
V roce 2002 s cílem zachovat fotografie a negativy, které zvláště trpí vlivem tepla, vlhkosti a manuální manipulace, Corbis přesunul archiv z Manhattanu do Boyers v Pensylvánii, kde byl ve vápencovém podloží vykopán depozitář umístěný 67 metrů pod zemí nazvaný Iron Mountain/National Underground Vital Records Storage Facility. Skladovací prostory mají teplotu -20 °C a relativní vlhkost 35 %, aby byly zajištěny co nejlepší podmínky uchování. Kromě toho se Corbis zavázal zdigitalizovat veškeré dokumenty, aby byly v budoucnu k dispozici pouze digitální kopie.

## Galerie

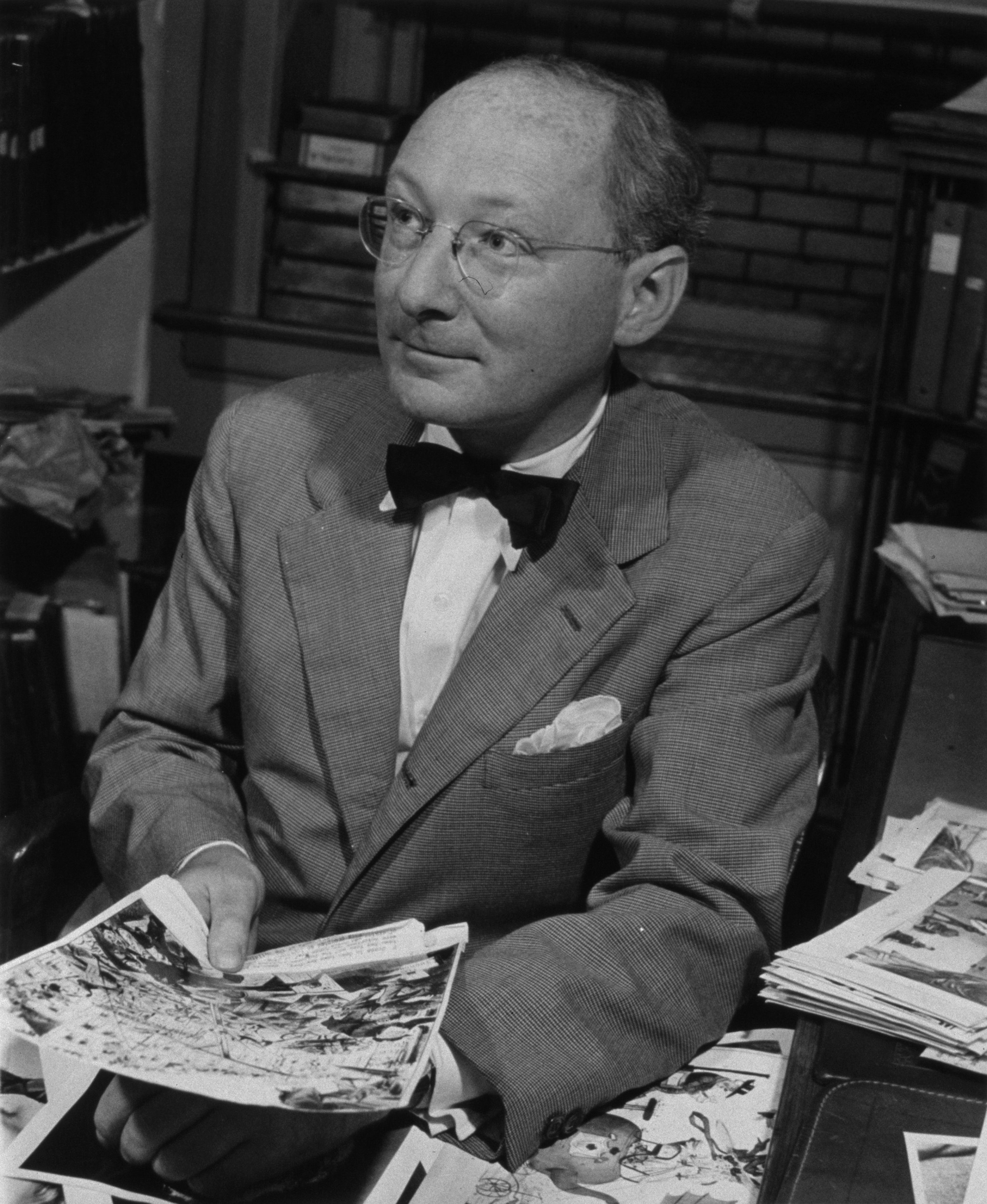
Kurátor Otto Bettmann, zakladatel archivu
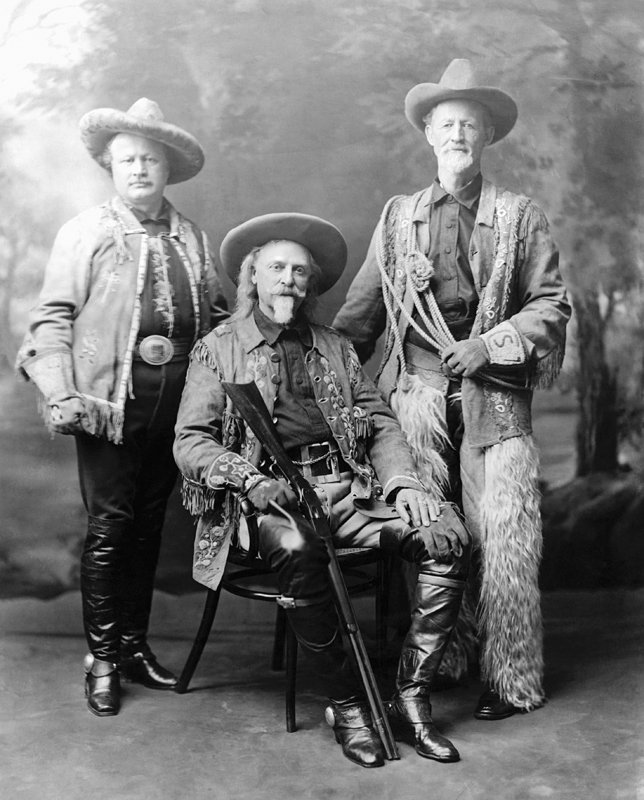
Buffalo Bill a Pawnee Bill
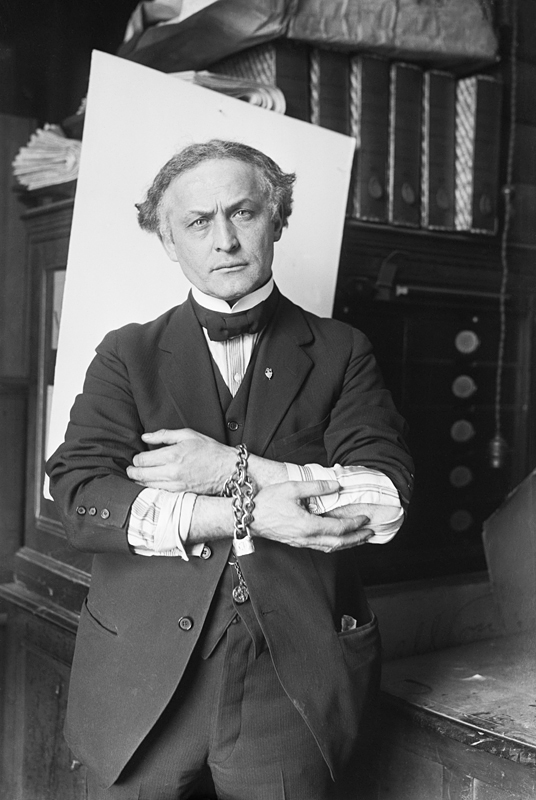
Harry Houdini, 1918
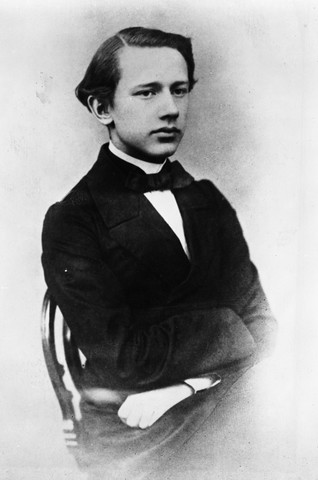
Petr Čajkovskij jako student